# Giuseppe Cattaneo della Volta
Giuseppe Cattaneo della Volta (Genova, 20 ottobre 1886 – Genova, 18 febbraio 1974) è stato un politico italiano fascista, senatore nella XXVIII legislatura del Regno d'Italia.

## Biografia
Figlio di Giovanni Battista Cattaneo della Volta e di Guendalina Boncompagni Ludovisi apparteneva al patriziato genovese di antico lignaggio.
Il 9 dicembre 1933 fu nominato Senatore del Regno d'Italia. Fu membro della Commissione dei lavori pubblici e delle comunicazioni dal 17 aprile 1939 al 5 agosto 1943.
Fece parte di quei senatori ritenuti responsabili di aver mantenuto il fascismo e resa possibile la guerra sia coi loro voti, sia con azioni individuali, tra cui la propaganda esercitata fuori e dentro il Senato. Per questo motivo fu colpito dall'Ordinanza di decadenza dalla carica di senatore il 30 agosto 1945
.
Morì a Genova, sua città natale e di residenza il 18 febbraio 1974.

## Famiglia
Dalla moglie Maria Antonietta Talamo Atenolfi dei marchesi di Castelnuovo Cilento ebbe una figlia: Maria Guendalina

## Titoli nobiliari
- Patrizio Genovese
- Marchese